# Луау — вечеринка по-гавайски
Это статья о фильме. О гавайской вечеринке см. Луау.
Луа́у — вечери́нка по-гава́йски (англ.  Luau) — единственный фильм авангардно-психоделического толка американских кинорежиссёров Тима Бёртона и Джерри Риис, снятый во время десятимесячной забастовки художников-аниматоров студии Диснея в 1982 году (т. н. № 839 1982 STRIKE).
Долгое время лента считалась утерянной и даже не было известно, анимационный это фильм или игровой. Биографы Бёртона воспроизводили её содержание по рассказам очевидцев. В 2001 году, в передаче французского телевидения, посвящённой Бёртону, были показаны отрывки этого фильма.

## В ролях
- Майк Гэбриэль — Боб
- Террей Хамада — Принцесса Якамоши
- Тим Бёртон — Морти/ Сверхсущество
- Сьюзан Франкенбергер — Арлен
- Бэн Бёрджесс — Бизнесмен
- Рэнди Картрайт — Бармен
- Джей Джексон — Серфер
- Мередит Стросс Джексон — тусовщица
- Брайан МакИнти — Серфер
- Джо Рэнфт — IQ
- Гарри Сабин — Серфер
- Филипп Жюнес — Кахуна (Луноликий младший)

## Сюжет
Фильм состоит из множества небольших, зачастую абсурдных, отрывков, анимационных вставок, песенок и диалогов, мало связанных между собой: сёрферы, выясняющие, кто же из них КАХУНА, голова инопланетянина, бизнесмен, устраивающий себе рабочее место на пляже, захват чужих тел и голов — все смешалось в этой короткометражной ленте.
Смысл фильма уловить тяжело. Джерри Риис говорит: «Должен сказать, что мы с Тимом приняли странное решение по созданию фильма — как только аудитория начинает понимать, что происходит, тут же все поменять».

## Факты
- Последний «независимый» фильм, снятый Тимом Бёртоном.
- Актеры, занятые в фильме на самом деле являются аниматорами студии Диснея.
- На гавайском языке «луау» (haw., lū‘au) — название праздника плодородия, позже распространившееся на все гавайские праздники, сопровождаемые едой, выпивкой и народными танцами. В современной традиции — «луау» называют любой праздник в гавайском стиле.
- КАХУНА, это термин из пляжных фильмов 1960-х годов. На самом деле это слово применяется к священнику, волшебнику, фокуснику, министру или эксперту. То есть — богоподобному. Но именно так называют и лучших серфингистов: «Богоподобный Кахуна».
- Зарегистрировано всего около 20 копий фильма на видеокассетах. Режиссёры фильма Бёртон и Риис не входят в число их владельцев.